# Ichneumon conscopa
Ichneumon conscopa là một loài tò vò trong họ Ichneumonidae.